# Europamästerskapen i bordtennis
Europamästerskapen i bordtennis har spelats vartannat år 1958–2002, därefter även 2003 för att därefter gå över till vartannat år igen. Från och med 2009 till och med 2015 spelade man mästerskapet varje år och mixed dubbel spelades som en separat tävling 2009–2013. Från och med 2016 spelas de individuella tävlingarna varje jämnt år, medan lagtävlingarna avhålls varje udda år.
Man tävlar individuellt i singel, dubbel och mixed dubbel samt i lag i dam- och herrklasser.

## Europamästare genom åren

### Herrsingel
- 1958 Zoltán Berczik, Ungern
- 1960 Zoltán Berczik, Ungern
- 1962 Hans Alsér, Sverige
- 1964 Kjell Johansson, Sverige
- 1966 Kjell Johansson, Sverige
- 1968 Dragutin Surbek, Jugoslavien
- 1970 Hans Alsér, Sverige
- 1972 Stellan Bengtsson, Sverige
- 1974 Milan Orlowski, Tjeckoslovakien
- 1976 Jacques Secrétin, Frankrike
- 1978 Gabor Gergely, Ungern
- 1980 John Hilton, England
- 1982 Mikael Appelgren, Sverige
- 1984 Ulf Bengtsson, Sverige
- 1986 Jörgen Persson, Sverige
- 1988 Mikael Appelgren, Sverige
- 1990 Mikael Appelgren, Sverige
- 1992 Jörg Rosskopf, Tyskland
- 1994 Jean-Michel Saive, Belgien
- 1996 Jan-Ove Waldner, Sverige
- 1998 Vladimir Samsonov, Vitryssland
- 2000 Peter Karlsson, Sverige
- 2002 Timo Boll, Tyskland
- 2003 Vladimir Samsonov, Vitryssland
- 2005 Vladimir Samsonov, Vitryssland
- 2007 Timo Boll, Tyskland
- 2009 Michael Maze, Danmark
- 2010 Timo Boll, Tyskland
- 2011 Timo Boll, Tyskland
- 2012 Timo Boll, Tyskland
- 2013 Dimitrij Ovtcharov, Tyskland
- 2015 Dimitrij Ovtcharov, Tyskland
- 2016 Emmanuel Lebesson, Frankrike
- 2018 Timo Boll, Tyskland
- 2020 Timo Boll, Tyskland
- 2022 Dang Qiu, Tyskland

### Damsingel
- 1958 Eva Koczian, Ungern
- 1960 Eva Koczian, Ungern
- 1962 Ágnes Simon, Västtyskland
- 1964 Eva Koczian-Földy, Ungern
- 1966 Maria Alexandru, Rumänien
- 1968 Ilona Uhlíková, Tjeckoslovakien
- 1970 Zoja Rudnova, Sovjet
- 1972 Zoja Rudnova, Sovjet
- 1974 Judit Magos, Ungern (Ann-Christin Hellman, Sverige 2:a)
- 1976 Jill Hammersley, England (Ann-Christin Hellman, Sverige 3:a)
- 1978 Judit Magos, Ungern (Ann-Christin Hellman, Sverige 3:a)
- 1980 Valentina Popova, Sovjet
- 1982 Bettine Vriesekoop, Nederländerna
- 1984 Valentina Popova, Sovjet
- 1986 Csilla Batorfi, Ungern
- 1988 Fliura Bulatova, Sovjet
- 1990 Daniela Guerguelcherva, Bulgarien
- 1992 Bettine Vriesekoop, Nederländerna
- 1994 Marie Svensson, Sverige
- 1996 Nicole Struse, Tyskland
- 1998 Ni Xialian, Luxemburg
- 2000 Qianhong Götsch, Tyskland
- 2002 Ni Xialian, Luxemburg
- 2003 Otilia Badescu, Rumänien
- 2005 Liu Jia, Österrike
- 2007 Li Jiao, Nederländerna
- 2008 Rūta Paškauskienė, Litauen
- 2009 Jiaduo Wu, Tyskland
- 2010 Viktoria Pavlovich, Vitryssland
- 2011 Li Jiao, Nederländerna
- 2012 Viktoria Pavlovich, Vitryssland
- 2013 Li Fen, Sverige
- 2015 Elizabeta Samara, Rumänien
- 2016 Melek Hu, Turkiet
- 2018 Q. Li, Polen

### Herrdubbel
- 1958 Ladislav Štípek/Ludvik Vyhnanovswky, Tjeckoslovakien
- 1960 Zoltan Berczik/Ferenc Sidó, Ungern
- 1962 Vijislav Markovic/Janez Teran, Jugoslavien
- 1964 Vladimir Miko/Jaroslav Stanek, Tjeckoslovakien (Hans Alsér/Kjell Johansson, Sverige 2:a)
- 1966 Hans Alsér/Kjell Johansson, Sverige
- 1968 Antun Stipančić/Edvard Vecko, Jugoslavien (Hans Alsér/Kjell Johansson, Sverige 2:a)
- 1970 Antun Stipančić/Dragutin Šurbek, Jugoslavien (Hans Alsér/Kjell Johansson, Sverige 2:a)
- 1972 István Jónyer/Peter Rozsas, Ungern (Stellan Bengtsson/Kjell Johansson, Sverige 2:a)
- 1974 István Jónyer/Tibor Klampár, Ungern (Stellan Bengtsson/Kjell Johansson, Sverige 2:a)
- 1976 Stellan Bengtsson/Kjell Johansson, Sverige (Ingemar Wikström/Bela Frank, Sverige/Ungern 3:a)
- 1978 Gábor Gergely/Milan Orlowski, Ungern/Tjeckoslovakien
- 1980 Patrick Birocheau/Jacques Secrétin, Frankrike
- 1982 Zoran Kalinić/Dragutin Šurbek, Jugoslavien (Ulf Bengtsson/Erik Lindh, Sverige 3:a)
- 1984 Zoran Kalinić/Dragutin Šurbek, Jugoslavien (Erik Lindh/Jan-Ove Waldner, Sverige 2:a, Ulf Bengtsson/Ulf Carlsson, Sverige 3:a)
- 1986 Erik Lindh/Jan-Ove Waldner, Sverige (Mikael Appelgren/Ulf Carlsson, Sverige 2:a)
- 1988 Mikael Appelgren/Jan-Ove Waldner, Sverige (Erik Lindh/Jörgen Persson, Sverige 2:a)
- 1990 Ilija Lupulesku/Zoran Primorac, Jugoslavien
- 1992 Erik Lindh/Jörgen Persson, Sverige
- 1994 Calin Kreanga/Zoran Kalinić, Grekland/Jugoslavien
- 1996 Jörgen Persson/Jan-Ove Waldner, Sverige
- 1998 Jörg Rosskopf/Vladimir Samsonov, Tyskland/Vitryssland
- 2000 Patrick Chila/Philippe Gatien, Frankrike
- 2002 Timo Boll/Zoltan Fejer-Konnerth, Tyskland
- 2003 Chen Weixing/Evgenij Stjetenin, Osterrike/Vitryssland
- 2005 Werner Schlager/Karl Jindrak, Österrike
- 2007 Timo Boll/Christian Süss, Tyskland
- 2008 Timo Boll/Christian Süss, Tyskland
- 2009 Timo Boll/Christian Süss, Tyskland
- 2010 Timo Boll/Christian Süss, Tyskland
- 2011 Andrej Gacina/Marcos Freitas, Kroatien/Portugal
- 2012 Daniel Habesohn/Robert Gardos, Österrike (Kristian Karlsson/Mattias Karlsson, Sverige 2:a)
- 2013 Wang Zengyi/Tan Ruiwu, Polen/Kroatien
- 2015 Stefan Fegerl/João Monteiro, Österrike/Portugal
- 2016 Jonathan Groth/Patrick Franziska, Danmark/Tyskland
- 2018 Daniel Habesohn/Robert Gardos, Österrike (Kristian Karlsson/Mattias Falck, Sverige 2:a)

### Damdubbel
- 1958 Angelica Rozeanu/Ella Constantinescu-Zeller, Rumänien
- 1960 Maria Alexandru/Angelica Rozeanu, Rumänien
- 1962 Diane Rowe/Mary Shannon, England (Britt Andersson/Birgitta Tegner, Sverige 3:a)
- 1964 Diane Rowe/Mary Shannon, England
- 1966 Eva Koczian-Földy/Erzsebet Jurik, Ungern
- 1968 Jitka Karlikova/Maria Luzova, Tjeckoslovakien
- 1970 Svetlana Grinberg/Zoja Rudnova, Sovjet
- 1972 Henriette Lotaller/Judit Magos, Ungern
- 1974 Henriette Lotaller/Judit Magos, Ungern
- 1976 Jill Hammersley/Linda Howard, England
- 1978 Maria Alexandru/Liana Mihut, Rumäniren
- 1980 Narine Antonjan/Valentina Popova, Sovjet
- 1982 Fliura Bulatova/Inna Kovalenko, Sovjet
- 1984 Narine Antonjan/Valentina Popova, Sovjet
- 1986 Fliura Bulatova/Elena Kovtun, Sovjet
- 1988 Csilla Batorfi/Edit Urban, Ungern
- 1990 Csilla Batorfi/Gabriella Wirth, Ungern
- 1992 Jasna Fazlic/Gordana Perkucin, Jugoslavien
- 1994 Csilla Batorfi/Krisztina Toth, Ungern
- 1996 Elke Schall/Nicole Struse, Tyskland
- 1998 Elke Schall/Nicole Struse, Tyskland (Marie Svensson, Sverige/Otilia Badescu, Rumänien 2:a)
- 2000 Csilla Batorfi/Krisztina Toth, Ungern
- 2002 Tamara Boros/Mihaela Steff, Kroatien/Rumänien
- 2003 Tamara Boros/Mihaela Steff, Kroatien/Rumanien
- 2005 Tamara Boros/Mihaela Steff, Kroatien/Rumänien
- 2007 Viktoria Pavlovitj/Svetlana Ganina, Vitryssland/Ryssland
- 2008 Krisztina Tóth/Georgina Póta, Ungern
- 2009 Elizabeta Samara/Daniela Dodean, Rumänien
- 2010 Rūta Paškauskienė, Litauen/Oksana Fadejewa, Ryssland
- 2011 Rūta Paškauskienė, Litauen/Oksana Fadejewa, Ryssland
- 2012 Daniela Dodean/Elizabeta Samara, Rumänien
- 2013 Petrissa Solja/Sabine Winter, Tyskland
- 2015 Melek Hu, Turkiet/Shen Yanfei, Spanien
- 2016 Kristin Silbereisen/Sabine Winter, Tyskland
- 2018 Kristin Silbereisen/Nina Mittelham, Tyskland

### Mixed dubbel
- 1958 Zoltán Berczik/Gizella Farkas, Ungern
- 1960 Gheorge Cobirzan/Maria Alexandru, Rumänien
- 1962 Hans Alsér/Inge Harst, Sverige/Västtyskland
- 1964 Peter Rozsas/Sarolta Lukacs, Ungern
- 1966 Vladimir Miko/Marta Lukacs, Ungern
- 1968 Stanislav Gomozkov/Zoja Rudnova, Sovjet
- 1970 Stanislav Gomozkov/Zoja Rudnova, Sovjet
- 1972 Stanislav Gomozkov/Zoja Rudnova, Sovjet (Stellan Bengtsson/Lena Andersson, Sverige 2:a)
- 1974 Stanislav Gomozkov/Zoja Rudnova, Sovjet
- 1976 Anton Stipancic/Erzsebet Palatinus, Jugoslavien
- 1978 Wilfried Lieck/Wiebke Hendriksen, Västtyskland
- 1980 Milan Orlowski/Ilona Uhlíková, Tjeckoslovakien
- 1982 Andrzej Grubba/Bettine Vriesekoop, Polen/Nederländerna
- 1984 Jacques Secrétin/Valentina Popova, Frankrike/Sovjet
- 1986 Jindrich Pansky/Marie Hrachova, Tjeckoslovakien
- 1988 Ilija Lupulesku/Jasna Fazlic, Jugoslavien (Ulf Carlsson/Edith Urban, Sverige/Ungern 3:a)
- 1990 Jean-Philippe Gatien/Wang Xiaoming, Frankrike
- 1992 Kalinikos Kreanga, Grekland/Otilia Badescu, Rumänien (Thomas von Scheele/Marie Svensson, Sverige 3:a)
- 1994 Zoran Primorac, Kroatien/Csilla Batorfi, Ungern
- 1996 Vladimir Samsonov, Vitryssland/Krisztina Toth, Ungern
- 1998 Ilija Lupulesku, Jugoslavien/Otilia Badescu, Rumänien (Erik Lindh/Marie Svensson, Sverige 2:a)
- 2000 Aleksandar Karakašević/Rūta Paškauskienė, Jugoslavien/Litauen (Ilija Lupulesku/Marie Svensson, Jugoslavien/Sverige 2:a)
- 2002 Lucjan Błaszczyk/Xialian Ni, Polen/Luxemburg
- 2003 Werner Schlager/Krisztina Toth, Österrike/Ungern
- 2005 Aleksandar Karakašević/Rūta Paškauskienė, Serbien/Litauen
- 2007 Aleksandar Karakašević/Rūta Paškauskienė, Serbien/Litauen
- 2016 João Monteiro, Portugal/Daniela Monteiro Dodean, Rumänien
- 2018

### Lag herrar
- 1958 Ungern (Sverige 3-6)
- 1960 Ungern (Sverige 2:a)
- 1962 Jugoslavien (Sverige 2:a)
- 1964 Sverige
- 1966 Sverige
- 1968 Sverige
- 1970 Sverige
- 1972 Sverige
- 1974 Sverige
- 1976 Jugoslavien (Sverige 2:a)
- 1978 Ungern (Sverige 7:a)
- 1980 Sverige
- 1982 Ungern (Sverige 4:a)
- 1984 Frankrike (Sverige 3:a)
- 1986 Sverige
- 1988 Sverige
- 1990 Sverige
- 1992 Sverige
- 1994 Frankrike (Sverige 2:a)
- 1996 Sverige
- 1998 Frankrike (Sverige 3:a)
- 2000 Sverige
- 2002 Sverige
- 2003 Vitryssland (Sverige 3:a)
- 2005 Danmark
- 2007 Tyskland (Sverige 17:e - segrare i andradivisionen)
- 2009 Tyskland
- 2010 Tyskland
- 2011 Tyskland
- 2012 Inställt
- 2013 Tyskland
- 2014 Portugal
- 2015 Österrike
- 2017 Tyskland
- 2019 Tyskland (Sverige 3:a)
- 2021 Tyskland
- 2023 Sverige

### Lag damer
- 1958 England (Sverige 9-10)
- 1960 Ungern (Sverige 11-12)
- 1962 Västtyskland (Sverige 3:a)
- 1964 England
- 1966 Ungern
- 1968 Västtyskland
- 1970 Sovjet
- 1972 Ungern
- 1974 Sovjet
- 1976 Sovjet
- 1978 Ungern
- 1980 Sovjet
- 1982 Ungern
- 1984 Sovjet
- 1986 Ungern
- 1988 Sovjet
- 1990 Ungern (Sverige 10:a)
- 1992 Rumänien (Sverige 9:a)
- 1994 Ryssland (Sverige 7:a)
- 1996 Tyskland (Sverige 11:a)
- 1998 Tyskland (Sverige 14:e)
- 2000 Ungern (Sverige 7:a)
- 2002 Rumänien (Sverige 3:a)
- 2003 Italien
- 2005 Rumänien
- 2007 Ungern (Sverige 16:e - sist i förstadivionen)
- 2008 Nederländerna
- 2009 Nederländerna
- 2010 Nederländerna
- 2011 Nederländerna
- 2012 Inställt
- 2013 Tyskland
- 2014 Tyskland
- 2015 Tyskland
- 2017 Rumänien

## Europeiska Mästerskapet i mixed dubbel
- 2009 Aleksandar Karakasevic/Rūta Paškauskienė, Serbien/Litauen
- 2010 Marko Jevtović/Melek Hu, Serbien/Turkiet
- 2011 Andrei Filimon/Elizabeta Samara, Rumänien
- 2012 Andrei Filimon/Elizabeta Samara, Rumänien
- 2013 Antonin Gavlas/Renata Štrbiková, Tjeckien